# Henry James Cumming
Henry James Cumming (* 7. oder 19. April 1852 in Sankt Petersburg, Russisches Kaiserreich; † nach dem 6. Mai 1917) war ein russischer Maler, Zeichner und Zeichenlehrer britischer Herkunft.

## Leben
Cumming, Sohn des Kaufmanns James Alexander Cumming (* 1802) und dessen Ehefrau Eleonore Caroline Fröbelius (* um 1825), studierte an der Kaiserlichen Kunstakademie Sankt Petersburg, von 1869 bis 1874 Bildhauerei, bis 1878 Malerei. 1886 zog er nach Düsseldorf. An der Kunstakademie Düsseldorf studierte er 1887/1888 Malerei bei Eduard von Gebhardt und Julius Roeting. 1890/1891 weilte er Rom, 1891/1892 bei Fernand Cormon in Paris. 1893 verlieh ihm die Sankt Petersburger Akademie den Titel eines freien Künstlers.
Cumming unterrichtete ab 1878 Zeichnen an Sankt Petersburger Gymnasien und anderen weiterführenden Schulen der russischen Hauptstadt. In den Jahren 1912 bis 1917 war er als Lehrer am Levickaja-Gymnasium greifbar. Außerdem gab er privaten Unterricht. Zu seinen Schülern zählten 1907/1908 Elena Ivanovna Rukavishnikov, die Mutter des Schriftstellers Vladimir Nabokov, und als Knabe auch Nabokov selbst. 
Cumming malte Landschaften in Russland, Finnland, Frankreich, Italien, Schottland, Schweden und Norwegen. Zudem schuf er Porträts, Darstellungen von Interieurs, Stillleben und Genremotive in Öl, Aquarell und Sepia. Reproduktionen seiner Werke druckte in den 1880er Jahren die Sankt Petersburger Zeitschrift Niva ab. Als Künstler beschickte er auch die Londoner Zeitschrift Graphic. Genannt wurde er ferner als Erfinder eines „Perspektoskops“, eines Geräts zur Vergrößerung von Bildern und Fotografien, sowie als Mitarbeiter einer Sankt Petersburger Börsenzeitung. Cumming war musikalisch interessiert und engagierte sich im Choralgesang. Der Sankt Petersburger Singakademie, der dortigen Gesellschaft „Liedertafel“ und weiteren Vereinen gehörte er als Mitglied an.